# Энглин, Абрам Львович
Абрам Львович Э́нглин (1907—2004) — советский учёный, дважды лауреат Сталинской премии.

## Биография
Родился 1 сентября 1907 года в местечке Копысь в Белоруссии.
Место работы: Государственный союзный институт хлора — создан в 1936 г., преобразован в 1943 г. в Отдельную научно-исследовательскую лабораторию хлора (ОНИЛХ), 18 декабря 1947 г. восстановлен как Государственный научно-исследовательский институт и экспериментальный завод (ГНИИЭЗ) и награждён орденом Трудового Красного Знамени. В 1964 г. реорганизован в Ордена Трудового Красного Знамени Государственный научно-исследовательский институт хлорной промышленности (ГНИИХП) с опытным заводом и конструкторским бюро.
Должности — научный сотрудник, руководитель лаборатории.
После выхода на пенсию (1974) подал заявление на выезд в Израиль. Получил разрешение через 12 лет и в 1986 г. эмигрировал.
Умер в сентябре 2004 году в Иерусалиме.

## Научная деятельность
Соборовский, Зиновьев и Энглин [1949, 1950] разработали новый метод синтеза хлорангидридов алкилфосфиновых кислот, заключающийся во взаимодействии кислорода со смесью углеводорода и треххлористого фосфора (Соборовский Л. З., Зиновьев Ю. М., Энглин М. А. Образование фосфор — углеродной связи в сопряженной реакции углеводородов, треххлористого фосфора и кислорода. // ДАН СССР.- 1949.- Т. 67.- № 2.- С. 293—295.).

## Награды и звания
- Сталинская премия третьей степени (1949) — за разработку и освоение производства смолы для изготовления лаков и эмалей
- Сталинская премия третьей степени (1950) — за работу в области военного снаряжения (производство отравляющих веществ).